# Ochropleura marojejy
Ochropleura marojejy är en fjärilsart som beskrevs av Pierre E.L. Viette 1961. Ochropleura marojejy ingår i släktet Ochropleura och familjen nattflyn. Inga underarter finns listade i Catalogue of Life.